# Liste der Baudenkmale in Wangerland
In der Liste der Baudenkmale in Wangerland sind alle Baudenkmale der niedersächsischen Gemeinde Wangerland aufgelistet. Die Quelle der Baudenkmale ist der Denkmalatlas Niedersachsen. Der Stand der Liste ist der 21. August 2022.

## Allgemein
In den Spalten befinden sich folgende Informationen:
- Lage: die Adresse des Baudenkmales und die geographischen Koordinaten. Kartenansicht, um Koordinaten zu setzen. In der Kartenansicht sind Baudenkmale ohne Koordinaten mit einem roten Marker dargestellt und können in der Karte gesetzt werden. Baudenkmale ohne Bild sind mit einem blauen Marker gekennzeichnet, Baudenkmale mit Bild mit einem grünen Marker.
- Bezeichnung: Bezeichnung des Baudenkmales
- Beschreibung: die Beschreibung des Baudenkmales. Unter § 3 Abs. 2 NDSchG werden Einzeldenkmale und unter § 3 Abs. 3 NDSchG Gruppen baulicher Anlagen und deren Bestandteile ausgewiesen.
- ID: die Objekt-ID des Baudenkmales
- Bild: ein Bild des Baudenkmales, ggf. zusätzlich mit einem Link zu weiteren Fotos des Baudenkmals im Medienarchiv Wikimedia Commons. Wenn man auf das Kamerasymbol klickt, können Fotos zu Baudenkmalen aus dieser Liste hochgeladen werden:

## Friederikensiel
| Lage                                                   | Bezeichnung                              | Beschreibung | ID       | Bild |
| ------------------------------------------------------ | ---------------------------------------- | --- | -------- | ---- |
| Bahnhof Carolinensiel 3 53° 41′ 24″ N, 7° 49′ 19″ O    | Bahnhof Carolinensiel                    | Das langgestreckte Ziegelgebäude gliedert sich in ein traufständig zum Gleiskörper stehendes Mittelteil, das von jeweils einem etwas höherem Querhaus unter giebelständigen Krüppelwalmdächern begrenzt wird. Am Südgiebel eingeschossiger traufständiger Güterboden angebaut.                                                           | 35691816 | BW   |
| Bahnhof Carolinensiel 3 53° 41′ 25″ N, 7° 49′ 19″ O    | Bahnhof Carolinensiel (Bedürfnisanstalt) | Ziegelbau unter hohem Walmdach. | 35691846 | BW   |
| Friederiken-Vorwerk 1 53° 41′ 32″ N, 7° 52′ 29″ O      | Müllerhaus                               | Gulfhaus aus der 2. Hälfte des 18. Jh. unter Satteldach. Wohn- und Wirtschaftsteil konstruktiv getrennt. | 35696009 | BW   |
| Friederiken-Vorwerk 1a 53° 41′ 31″ N, 7° 52′ 26″ O     | Mühle                                    | Unterbau einer ehemaligen Windmühle über quadratischem Grundriss, jetzt unter Walmdach. | 35696037 |      |
| Friederiken-Vorwerk 2 53° 41′ 32″ N, 7° 52′ 34″ O      | Herrenhaus                               | Zweigeschossiger, zum Hof hin giebelständiger Putzbau unter Satteldach. Fünfachsige Fassade, mittig Sandsteinportal mit Pilasterrahmung, im Sprenggiebel Wappen des Fürsten von Anhalt-Zerbst und seiner Gemahlin aus dem Hause Württemberg. Mittelteil einer von dem Baumeister Jobst Christoph von Rössing geplanten Dreiflügelanlage. | 35691476 |      |
| Friederiken-Vorwerk 2 53° 41′ 31″ N, 7° 52′ 32″ O      | Scheune                                  | Backsteinbau unter Walmdach mit Zahnschnittfries am Walmfuß. Oberrähmkonstruktion mit aufgezapften Bundbalken. Im Kern 18. Jh. | 35695982 | BW   |
| Friederiken-Vorwerk 2 53° 41′ 34″ N, 7° 52′ 34″ O      | Graft                                    | Graft, östlich des Herrenhauses | 35690271 | BW   |
| Friederiken-Vorwerk 3 53° 41′ 27″ N, 7° 52′ 23″ O      | Gulfhaus                                 | Gulfhaus mit eingerücktem, gleichhohem Wohnteil, erbaut zwischen 1795 (Inschriftentafel aus Sandstein am Giebel) und 1805 (Maueranker), konstruktiv mit dem Wirtschaftsteil (1½ Gulfe) verbunden, es fehlt eine Brandmauer. | 35691507 | BW   |
| Friedrich-Augustengroden 5 53° 41′ 57″ N, 7° 52′ 15″ O | Gulfhaus                                 | Gulfhaus mit eingerücktem, gleichhohem Wohnteil, eingeschossiger Ziegelbau – erbaut 1772 (Maueranker) spätere Veränderungen, konstruktiv mit dem Wirtschaftsteil verbunden (1½ Gulfe). | 35691531 | BW   |
| Friedrich-Augustengroden 15 53° 41′ 26″ N, 7° 50′ 5″ O | Gulfhaus                                 | Gulfhaus mit eingerücktem, gleichhohem Wohnteil, erbaut ca.1905, konstruktiv vom Wirtschaftsteil getrennt. Eingeschossiger Ziegelbau mit Drempel (Kreuzverband). Drempelzone verputzt. | 35691920 | BW   |
| Funnens 6 53° 41′ 53″ N, 7° 55′ 14″ O                  | Wohn-/ Wirtschaftsgebäude                | Gulfscheune mit villenartigem, nach Nordosten im rechten Winkel vorgebauter Wohnteil mit kleinem Verbindungsflügel zur älteren Gulfscheune. Wohnhaus 1915 als eineinhalbgeschossiger Ziegelbau unter Krüppelwalmdach mit zweiachsigem Mittelrisalit an der Ostseite errichtet. Gliederung durch umlaufendes Gurtgesims.                  | 35691555 | BW   |
| Küstenstraße 3 53° 41′ 53″ N, 7° 53′ 57″ O             | Gulfhaus                                 | Gulfhaus mit eingerücktem, gleichhohem Wohnteil, zweigeschossiger Ziegelbau unter Walmdach in Ziegeldeckung, Wirtschaftsteil mit 9½ Gulfe in Oberrähmkonstruktion, 1930 errichtet. | 35691662 | BW   |
| Küstenstraße 8 53° 41′ 49″ N, 7° 53′ 58″ O             | Wohn-/ Wirtschaftsgebäude                | Eingeschossiger Ziegelbau unter giebelständigem Satteldach. In Längsrichtung unterteiltes Landarbeiter-Doppelhaus, Innenstruktur fast unverändert erhalten. Wohl in der 2. Hälfte des 18. Jh. errichtet. | 35695959 | BW   |
| Mederns 34a 53° 41′ 12″ N, 7° 53′ 54″ O                | Friedhof                                 | Friedhof auf Wurt, Zugang durch Eisenpforte. | 35691713 | BW   |
| Neu Augustengroden 1 53° 42′ 5″ N, 7° 49′ 18″ O        | Gulfhaus                                 | Gulfhaus mit eingerücktem gleichhohem Wohnteil von 1867 und dem Wirtschaftsteil, der 1925 erneuert wurde. Eingeschossiger Ziegelbau mit freiliegender Querbalkenlage. | 35692073 | BW   |
| Neu Friederikengroden 2 53° 42′ 16″ N, 7° 54′ 35″ O    | Gulfhaus                                 | Gulfhaus mit eingerücktem, gleichhohem Wohnteil, eingeschossiger Ziegelbau mit Drempel unter Satteldach. 1853 errichtet. | 35691739 | BW   |
| Sophienmühle 1 53° 40′ 46″ N, 7° 51′ 55″ O             | Mühle                                    | Galerieholländer, mit zweigeschossigem oktogonalem Unterbau Stumpf, Ziegelmauerwerk Rumpf mit Bitumenpappe verkleidet, ohne Flügel. 1775 errichtet. | 35693958 |      |
| Sophienmühle 1 53° 40′ 46″ N, 7° 51′ 56″ O             | Müllerhaus                               | Gulfhaus mit gleichhohem eingerücktem Wohnteil, kleiner Wirtschaftsteil mit 2 Gulfen in Oberrähmkonstruktion mit aufgezapften Bundbalken / eingehälster Ankerbalken, Außenwände in Ziegelmauerwerk. 1802 errichtet. | 35693989 | BW   |

## Hohenkirchen
| Lage                                          | Bezeichnung                           | Beschreibung | ID       | Bild           |
| --------------------------------------------- | ------------------------------------- | --- | -------- | -------------- |
| Bismarckstraße 3 53° 39′ 46″ N, 7° 54′ 59″ O  | St. Sixtus und Sinicius               | Spätromanischer Granitquaderbau aus dem 12. Jh. unter Satteldach, mit einem kleinen Dachreiter. Langgestreckte Saalkirche mit halbrunder Ostapsis, schlanke Rundbogenfenster mit Sandsteinbögen, Rundbogenportale mit gestuften Laibungen. Im Inneren flache Balkendecke, Nordseite mit Empore. Ausstattung: Sandsteintaufe aus dem 13. Jh mit Hochreliefs an der Wandung (u.a. Anbetung der Könige und Taufe Christi); Aufwändig gestalteter Altar, 1620 von Ludwig Münstermann geschnitzt: im Zentrum freiräumliche Abendmahlsszene mit Baldachin. Predella Geburt Christi, Aufsatz mit Kreuzigungsdarstellung. Reiche Verzierungen mit Säulen, Statuetten und Ornamenten im Stile des Cornelis Floris. Auf den Seitenflügeln Porträts der Reformatoren Luther und Melanchthon. Kanzel ebenfalls von Münstermann, datiert 1628: Darstellung u.a. der vier Evangelisten. Sandsteinepitaph für Lubbertus Glaneus (1640), Grabplatten aus dem 16. und 17. Jh. Orgel 1694/95 von Joachim Kayser. | 35691331 | Weitere Bilder |
| Bismarckstraße 3 53° 39′ 46″ N, 7° 55′ 0″ O   | St. Sixtus und Sinicius (Glockenturm) | Freistehender Glockenturm in Ziegelbauweise unter Walmdach mit unterschiedlichen Traufhöhen im 13. Jahrhundert errichtet, Parallelmauertyp mit drei Schallöffnungen. | 35691364 | BW             |
| Bismarckstraße 3 53° 39′ 46″ N, 7° 55′ 1″ O   | St. Sixtus und Sinicius (Friedhof)    | Um die Kirche herum liegender Friedhof mit zahlreichen historischen Grabsteinen, darunter Sandsteinstelen aus dem 17. und 18. Jh. | 35690223 | BW             |
| Bismarckstraße 3 53° 39′ 45″ N, 7° 55′ 1″ O   | Kriegerdenkmal                        | Aus Ziegeln gemauerter Torbogen unter Walmdach, der den Hauptzugang zum Friedhof bildet. Errichtet in den 1920 als Kriegerdenkmal, Inschrifttafeln und an der Nordseite Namenstafeln aus Sandstein. Anlage nach dem 2. Weltkrieg um eine Mauer erweitert, dort sind die Namen der Gefallenen verewigt. | 35691421 | BW             |
| Bismarckstraße 17 53° 39′ 46″ N, 7° 55′ 11″ O | Wohnhaus                              | Eingeschossiger Ziegelbau unter Krüppelwalmdach. Symmetrisch ausgebildete Straßenfassade mit mittigem Eingang, darüber zweiachsiges Zwerchhaus unter Satteldach. An der Nordostecke angebaute giebelständige Scheune. Ende des 19. Jh. errichtet. | 35691452 | BW             |
| Gottels 1 53° 39′ 52″ N, 7° 56′ 12″ O         | Gulfhaus                              | Gulfhaus mit eingerücktem, gleichhohem eingeschossigem Wohnteil unter Satteldach mit z.T. freiliegender Querbalkenlage. 1803 errichtet, Wirtschaftsteil 1819 angefügt. | 35691304 | BW             |
| Gottels 17 53° 40′ 4″ N, 7° 56′ 3″ O          | Hof von Thünen                        | Gulfhaus von 7 Gebinden mit Oberrähmgefüge. Eineinhalbgeschossiger Wohnteil mit doppeltem Kornboden. Um 1880 errichtet. | 35691281 | BW             |
| Groß Werdum 2 53° 39′ 31″ N, 7° 53′ 29″ O     | Gulfhaus                              | Gulfhaus mit eingerücktem, gleichhohem Wohnteil. Wohnteil als eingeschossiger Ziegelbau mit Querbalkenlage 1850 errichtet (Inschrift am Traufstein), konstruktiv vom Wirtschaftsteil getrennt. Gulfscheune mit Innengerüst von 1633 (d), eingehälstes Ankerbalkengefüge mit doppeltem Kopfband. | 35691581 | BW             |
| Landeswarfen 4 53° 39′ 43″ N, 7° 54′ 18″ O    | Wasserturm                            | 30 m hoher Klinkerturm, der sich schachtelhalmartig in sieben Abschnitten nach oben hin verjüngt, Abschluss mit Aussichtsplattform. Belichtung durch sehr schmale Fensteröffnungen in den jeweiligen Mittelachsen. Ziersetzungen an den Eckkanten. Im Sockelbereich große Entlastungsbögen. An der Straße Klinkermauer mit Ornamenten und bauzeitliches Gitter. 1934–36 von Fritz Höger errichtet. | 35691686 |                |

## Hooksiel
| Lage                                               | Bezeichnung                             | Beschreibung | ID       | Bild           |
| -------------------------------------------------- | --------------------------------------- | --- | -------- | -------------- |
| Altendeich 11 53° 37′ 49″ N, 8° 1′ 50″ O           | Gulfhaus                                | Gulfhaus mit eingerücktem, gleichhohem Wohnteil. Wohnteil in Ziegelbauweise mit Kreuzverband unter Satteldach. Erbaut „1769“ (Traufstein), im Kern vermutlich älter. Hofstelle von Graft umgeben, Zufahrt mit Klinkern gepflastert | 35692759 | BW             |
| Am Hafen 53° 37′ 37″ N, 8° 1′ 45″ O                | Hafenbecken                             | Rechteckiges Hafenbecken mit trichterförmigem Abschluss zum Siel. Hafenbecken heute an der Nordwest- und Westseite verkleinert; neue Kaimauern als Spundwände ausgebildet, ca. 300 m vor den alten. | 35692785 |                |
| Am Hafen 53° 37′ 36″ N, 8° 1′ 41″ O                | Siel                                    | Gewölbesiel in Ziegelmauerwerk, Toröffnungen und Abdeckungen der Flügelmauern in Sandstein, Ebbe-, Flut- und Sturmtore mit hölzernen Stemmtorpaaren, Inschrift im Scheitel; Bauj.: 1885. | 35693056 |                |
| Am Hafen 53° 37′ 37″ N, 8° 1′ 40″ O                | Mauer                                   | Backsteinmauer als Einfriedung des Hafenbereichs. | 35690560 |                |
| Am Hafen 1 53° 37′ 39″ N, 8° 1′ 43″ O              | Packhaus                                | Zweigeschossiger Ziegelbau auf Klinkersockel unter Walmdach; schmucklose regelmäßig aufgeteilte Fassade mit 7 Achsen, Stichbogenfenster mit gemauertem Sturz. 1821 errichtet. | 35692813 |                |
| Am Hafen 2 53° 37′ 39″ N, 8° 1′ 44″ O              | Packhaus                                | Zweigeschossiger Ziegelbau (Kreuzverband 24–25x11–12x5–5,5 cm) unter traufständigem Krüppelwalmdach auf Sockel aus gesinterten Ziegeln. Mittiger Eingang in der siebenachsigen Fassade, in der Achse Zwerchhaus. Erbaut um 1821, Umbau 1890. | 35692839 |                |
| Am Hafen 3 53° 37′ 39″ N, 8° 1′ 45″ O              | Packhaus                                | Zweigeschossiger Ziegelbau unter Krüppelwalmdach. Symmetrisch gegliederte Fassade mit 5 Achsen, Eingang mittig; NO-Giebel dreiachsig, mittig Ladeluken, teilunterkellert. 1821 erbaut. | 35692866 |                |
| Bakenhausen 1 53° 37′ 8″ N, 8° 0′ 20″ O            | Wohn-/ Wirtschaftsgebäude               | Auf einer Wurt gelegenes Wohn-/Wirtschaftsgebäude mit eingezogenem Wohnteil. Wurt teilweise von einer Graft umgeben. An der Nordseite von Kopflinden gesäumter Weg zur Eingangstür. | 35692893 | BW             |
| Blumenstraße 2 53° 37′ 43″ N, 8° 1′ 34″ O          | Wohnhaus                                | Eingeschossiger Ziegelbau, hell gestrichen, unter traufständigem Krüppelwalmdach. Fünfachsige Fassade mit mittigem Eingang. In der 1. Hälfte des 19. Jh. errichtet. | 35692916 | BW             |
| Burg Fischhausen 1 53° 38′ 28″ N, 7° 59′ 49″ O     | Burg Fischhausen                        | Zweigeschossiger Backsteinbau über einen unregelmäßigen, rechteckigen Grundriss unter Walmdach. An der Fassade oktogonaler, viergeschossiger Treppenturm mit Glockendach, der etwas aus der Mitte gerückt ist; links zwei Fensterachsen, rechts vier Achsen. Fassade und Turm mit Sandsteingliederungen in Form einen Gurtgesims, Kreuzstockfenster aus Sandstein mit gemauerten Zwillingsbögen und Sandsteinmuscheln. Die beiden oberen Turmgeschosse mit horizontalen Sandsteinbändern gegliedert. Aufwändig gestaltete Sandsteinportale, im Turm von 1578, auf der rechten Fassadenseite ein nachträglich eingebautes Portal von 1690. Innere Geschosshöhen stimmen nicht mit der Außengestaltung überein. Im EG auf der Südseite sog. Rittersaal mit Kamin, dessen Sims durch eine Holzummantelung ersetzt wurde – hier eine Gemälde von 1774, das Fischhausen im 18. Jahrhundert zeigt. OG nur über den Treppenturm erschlossen. | 35695250 | Weitere Bilder |
| Burg Fischhausen 1 53° 38′ 27″ N, 7° 59′ 51″ O     | Burg Fischhausen (Garten)               | | 35695889 | BW             |
| Burg Fischhausen 1 53° 38′ 30″ N, 7° 59′ 52″ O     | Burg Fischhausen (Graft)                | | 35690812 | BW             |
| Kreuzhamm 8 53° 37′ 42″ N, 8° 1′ 26″ O             | Wohnhaus                                | | 35693030 | BW             |
| Lange Straße 10 53° 37′ 39″ N, 8° 1′ 43″ O         | Packhaus                                | Um 1800 errichtete zweigeschossiges, verputztes Packhaus unter Krüppelwalmdach, giebelständig zur Hafeneinfahrt, mit Luke im Giebel, Am rückwärtigen Giebel Gulfscheune angebaut. | 35693081 | BW             |
| Lange Straße 15 53° 37′ 36″ N, 8° 1′ 39″ O         | Zum Schwarzen Bären                     | Zweigeschossiger, verputzter Ziegelbau unter giebelständigem Krüppelwalmdach. Ursprünglich Eingang am Ostgiebel; an die Südostseite Ladeluke im Giebeltrapez zugesetzt; in die Nahtstelle von Wohnhaus und Scheune verlegt. Scheune am Südwestgiebel angebaut. Um 1765 errichtet. | 35693107 |                |
| Lange Straße 17 53° 37′ 37″ N, 8° 1′ 39″ O         | Gasthaus                                | In der 1. Hälfte des 19. Jh. errichtetes Wohnhaus. Zweigeschossiger Ziegelbau unter traufständigem Walmdach. Fünfachsige, verputzte Fassade mit mittigem Eingang und Zwerchgiebel. Rückwärtig angebauter Wirtschaftsteil. | 35693132 | BW             |
| Lange Straße 18 53° 37′ 41″ N, 8° 1′ 40″ O         | Altes Rathaus                           | In der 2. Hälfte des 18. Jh. erbauter eingeschossiger Ziegelbau unter traufständigem Satteldach; fünfachsige Fassade mit mittigem Eingang. Giebeldreiecke verbrettert. 1804 Dachreiter mit zwiebelförmiger Haube aufgesetzt. Nach Nordosten im 19. Jahrhundert erweitert. | 35693158 |                |
| Lange Straße 25 53° 37′ 39″ N, 8° 1′ 40″ O         | Gaststätte „Alte Schneiderei“           | Eingeschossiger Ziegelbau (Kreuzverband 29–39x13,5–14x6–6,5 cm) unter Sattel- bzw. Walmdach. Östliches Giebeldreieck verbrettert mit Ladeluke zum Dachboden. In der 2. Hälfte des 18. Jahrhunderts errichtet. | 35693184 | BW             |
| Lilienhof 1 53° 38′ 23″ N, 8° 0′ 13″ O             | Gulfhaus                                | Gulfhaus mit großem, gleichhohem Wohnteil von 1845: eingeschossiger Ziegelbau unter giebelständigem Satteldach. Wirtschaftsteil mit 6½ Gulfen in Oberrähmkonstruktion. | 35695285 | BW             |
| Lilienhof 1 53° 38′ 22″ N, 8° 0′ 14″ O             | Graft                                   | Graft an drei Seiten die Hofstelle umgebend. | 35690634 | BW             |
| Maihausen 1 53° 38′ 9″ N, 8° 0′ 12″ O              | Gulfhaus                                | Gulfhaus mit eingerücktem gleichhohen Wohnteil. Laut Inschrift 1710 errichtet. Wohnteil nachträglich aufgestockt. | 35693207 | BW             |
| Maihausen 1 53° 38′ 9″ N, 8° 0′ 11″ O              | Wohnhaus                                | Eingeschossiger Ziegelbau mit geschweiftem Knickgiebel. Mittiger Eingang an der Giebelseite nachträglich. Dahinter ursprünglich Saal über großem Kellergewölbe. Ende des 16. Jh. errichtet. | 35693235 | BW             |
| Maihausen 1 53° 38′ 10″ N, 8° 0′ 11″ O             | Scheune                                 | Gulfscheune mit Innengerüst um 1800, im Südwestteil ca. 1830. 5½ Gulfe in Oberrähmkonstruktion mit Bundbalken. Rähme etwas eingelassen. Außenwände in Ziegelbauweise, Nordostgiebel inschriftlich 1881 datiert. | 35693268 | BW             |
| Obenhausen 1 53° 39′ 0″ N, 7° 58′ 43″ O            | Backhaus                                | | 35695312 | BW             |
| Obernstraße 1 53° 37′ 39″ N, 8° 1′ 39″ O           | Wohnhaus                                | Zweigeschossiger Ziegelbau (Kreuzverband) unter giebelständigem Krüppelwalmdach. Fünfachsige Fassade mit mittigem Eingang und vorgelegter Freitreppe. In der Mittelachse ursprünglich Ladeluken. In der ersten Hälfte des 19. Jh. errichtet. | 35693295 | BW             |
| Oldeborg 1 53° 38′ 31″ N, 7° 59′ 4″ O              | Gulfhaus                                | Gulfhaus mit eingerücktem, gleichhohem Wohnteil von „1789“ (Traufstein), konstruktiv vom Wirtschaftsteil getrennt. | 35695335 | BW             |
| Pakens 6 53° 37′ 33″ N, 8° 0′ 23″ O                | Kirche Zum Heiligen Kreuz (Kirche)      | Romanischer Granitquaderbau mit halbrunder Ostapsis aus dem 3. Viertel des 13. Jh. Ostgiebel aus Backstein mit Fischgrätverband, an der Apsis Kreuzigungsrelief aus der 1. Hälfte des 15. Jh. An den Längswänden hochsitzende Rundbogenfenster, abgetreppte Portale; Westwand 1782 in Backstein erneuert. Saalbau mit nachträglich eingezogenem dreijochigem Dominikalgewölbe. Ausstattung überwiegend aus dem 17. Jh: Kanzel Mitte 17. h; Taufe 1678; Altar 1691; Orgel 1664, Prospekt von 1679. Teile des Gestühls ebenfalls aus dem 17. Jh. Grabplatten 1692 und 1700. | 35693320 | Weitere Bilder |
| Pakens 6 53° 37′ 33″ N, 8° 0′ 24″ O                | Kirche Zum Heiligen Kreuz (Glockenturm) | Glockenturm südlich des Chores, Parallelmauertyp, nach mittelalterlichem Vorbild rekonstruiert, einige Granitquader störend dekorativ eingesetzt, Satteldach in Ziegeldeckung. | 35693353 | BW             |
| Pakens 6 53° 37′ 32″ N, 8° 0′ 23″ O                | Kirche Zum Heiligen Kreuz (Friedhof)    | Der Friedhof mit seinen historischen Grabsteinen und -kellern – auf der Kirchwurt gelegen – umgibt die Kirche aus dem 13. Jh. | 35690735 | BW             |
| Pakens 6 53° 37′ 32″ N, 8° 0′ 20″ O                | Graft                                   | Südwestlich der Kirche rechteckiges Areal von Graftenring umgeben. | 35691037 | BW             |
| Rüschenstede 1 53° 36′ 50″ N, 8° 0′ 44″ O          | Bohnenburger Siel                       | Zwei Durchflussöffnungen in Ziegelmauerwerk mit Sandsteinquadern verstärkt, Eichenpfosten der Sieltore erhalten. Baujahr 1885. | 35693410 | BW             |
| Schillhörn 5 53° 37′ 35″ N, 8° 1′ 34″ O            | Wohnhaus                                | Eingeschossiger Ziegelbau, Mauerwerk im Kreuzverband; Öffnungen mit segmentbogigen Stürzen (1 Stein hoch). Traufengesims einmal abgetreppt mit Tropfen. Nachträglich aufgesetztes Zwerchhaus. Um 1850 errichtet. | 35693436 | BW             |
| Schillhörn 7 53° 37′ 35″ N, 8° 1′ 33″ O            | Wohnhaus                                | Backsteingebäude unter traufständigem Satteldach, nachträglich aufgesetztes Zwerchhaus. 1852 errichtet. | 35693464 | BW             |
| Schillhörn 9 53° 37′ 35″ N, 8° 1′ 33″ O            | Wohnhaus                                | Eingeschossiger Ziegelbau unter traufständigem Krüppelwalmdach. Mauerwerk im Kreuzverband, Nordwestgiebel: kleiner Vorbau unter Pultdach. Um 1850 errichtet. | 35693493 | BW             |
| Schillhörn 11 53° 37′ 35″ N, 8° 1′ 32″ O           | Wohnhaus                                | Eingeschossiger Backsteinbau unter traufständigem Satteldach, ca. 1852 erbaut. | 35693521 | BW             |
| St. Joostergroden 22 53° 39′ 21″ N, 8° 1′ 18″ O    | Gulfhaus                                | Gulfhaus mit gleichhohem eingerücktem Wohnteil unter Satteldach. Symmetrischer Giebel mit segmentbogigen Fenstern. Wirtschaftsteil mit 5 Gulfen, Oberrähmkonstruktion mit eingehälsten Ankerbalken. 1910 errichtet. | 35693741 | BW             |
| Wüppelser Altendeich 14 53° 39′ 8″ N, 7° 59′ 35″ O | Gulfhaus                                | | 35695642 | BW             |

## Horumersiel
| Lage                                             | Bezeichnung               | Beschreibung | ID       | Bild           |
| ------------------------------------------------ | ------------------------- | --- | -------- | -------------- |
| Diekhausen 1 53° 42′ 2″ N, 8° 0′ 3″ O            | Gulfhaus                  | Gulfhaus mit eingerücktem, etwas niedrigerem Wohnteil. Wohnteil im Kern wohl aus der Mitte des 17. Jh., erweitert und umgebaut „1757“ (Maueranker), konstruktiv vom Wirtschaftsteil getrennt. | 35692121 | BW             |
| Goldstraße 12 53° 41′ 9″ N, 8° 0′ 46″ O          | Kornspeicher              | Zweigeschossiger Ziegelbau (Kreuzverband) unter Walmdach. OG niedriger, fünfachsige Fassade mit mittigem Eingang. An der Nordostseite jüngerer Vorbau unter abgeschlepptem Dach. 1846 errichtet. | 35694938 | BW             |
| Nordergroden 1 53° 42′ 37″ N, 7° 59′ 25″ O       | Gulfhaus                  | Gulfhaus mit eingerücktem, gleichhohem Wohnteil, eingeschossiger Ziegelbau unter Satteldach – konstruktiv vom Wirtschaftsteil getrennt. 1805 errichtet. | 35692282 | BW             |
| St. Joost 12 53° 39′ 30″ N, 7° 59′ 4″ O          | St. Jodocus               | Einschiffiger Backsteinbau unter Satteldach aus dem 15. Jh., im 17. Jh. eine annähernd halbkreisförmige Apsis angefügt, Spitzbogenfenster des Schiffes teilweise zugesetzt. Im Inneren flache Balkendecke mit Akanthusmalerei. Kanzelkorb aus dem späten 15. Jh., Schalldeckel 1635. Aus dem 17. Jh. Gestühl und Kronleuchter. | 35693654 | Weitere Bilder |
| St. Joost 12 53° 39′ 30″ N, 7° 59′ 5″ O          | St. Jodocus (Glockenturm) | Freistehender Glockenturm im Osten der Kirche. Geschlossener Typ mit quadratischem Grundriss in Ziegelmauerwerk, Walmdach in Ziegeldeckung, Schallöffnungen nach Osten, rundbogiger Zugang. 1773 errichtet. | 35693684 | BW             |
| St. Joost 12 53° 39′ 29″ N, 7° 59′ 3″ O          | St. Jodocus (Friedhof)    | Ältere Grabmäler | 35690911 | BW             |
| Störtebekerstraße 15 53° 42′ 16″ N, 7° 59′ 19″ O | Wohnhaus                  | Im Kern um 1600 errichtetes Steinhaus, Giebel mit Gesimsbändern in Form von Zahnfriesen. 1728 zu einem Gulfhaus umgebaut, der Scheunenteil inzwischen abgebrochen. | 35692306 | BW             |
| Störtebekerstraße 38 53° 42′ 15″ N, 7° 59′ 12″ O | Gulfhaus                  | Gulfhaus mit eingerücktem, geich hohem Wohnteil unter Satteldach mit Giebelbekrönung aus Sandstein. 1825 errichtet. Konstruktiv mit der Gulfscheune verbunden. | 35692355 | BW             |
| Stumpens 1 53° 40′ 57″ N, 7° 58′ 45″ O           | Hof Lühring               | Eingeschossiges Steinhaus unter Satteldach, 1572 für den Landrichter Popke Hillers errichtet. Gewölbekeller mit darüber liegendem Saal, dort Renaissancekamin von 1573. Im rechten Winkel angebautes Gulfhaus von 1832. | 35695786 | BW             |
| Stumpens 5 53° 40′ 56″ N, 7° 58′ 39″ O           | Landarbeiterhaus          | Kleines Wohn-/Wirtschaftsgebäude mit zweiständrigem Innengerüst von drei Fach. Hochrähmzimmerung mit durchgezapften Ankerbalken. | 35695054 | BW             |
| Stumpenser Mühle 1 53° 41′ 24″ N, 7° 59′ 9″ O    | Müllerhaus                | Gulfhaus mit eingerücktem gleichhohem Wohnteil, vom Wirtschaftsteil konstruktiv getrennt; eingeschossiger Ziegelbau mit Drempel und Traufengesims, Wirtschaftsteil mit 4½ Gulfen, 1838 errichtet. | 35692382 | BW             |
| Stumpenser Mühle 2 53° 41′ 24″ N, 7° 59′ 6″ O    | Stumpenser Mühle          | Galerieholländer mit polygonalem Unterbau in Ziegelsichtmauerwerk durch Lisenen gegliedert, Einfahrt und Fenster rundbogig; Rumpf reetgedeckt; Kappe mit Bitumenpappe, Windwerk erhalten, 1816. An der Südseite ehem. Mehl-/Getreideschuppen (erneuert).                                                                       | 35692409 |                |
| Zwickhörn 1 53° 40′ 34″ N, 7° 59′ 28″ O          | Gulfhaus                  | | 35695081 | BW             |

## Minsen
| Lage                                          | Bezeichnung               | Beschreibung | ID       | Bild           |
| --------------------------------------------- | ------------------------- | --- | -------- | -------------- |
| Dauenstrift 5 53° 42′ 36″ N, 7° 56′ 41″ O     | Landarbeiterhaus          | | 35692147 | BW             |
| Förriener Loog 1a 53° 42′ 25″ N, 7° 58′ 29″ O | Gulfhaus                  | Gulfhaus mit eingerücktem, gleichhohem Wohnteil: Eingeschossiger Ziegelbau mit Drempel. Konstruktiv mit dem Wirtschaftsteil unter Krüppelwalmdach verbunden. 1803 erbaut, Scheunenteil 1882 verlängert. | 35692147 | BW             |
| Förriener Loog 1a 53° 42′ 24″ N, 7° 58′ 32″ O | Garage                    | Eingeschossiger Ziegelbau mit Tropfengesims unter Satteldach. Im Inneren eine Grube, um Inspektionsarbeiten am Auto vornehmen zu können. Errichtet ca. 1910. | 35692173 | BW             |
| Kirchstraße 6 53° 42′ 17″ N, 7° 58′ 6″ O      | St. Severin               | Romanische Saalkirche mit halbrunder Apsis aus dem 13. Jh. Granitmauerwerk, am Westgiebel und im Bereich der hochsitzenden Rundbogenfenstern in Backstein erneuert. Im Inneren flache Holzdecke, Apsisgewölbe mit Malereiresten aus der Erbauungszeit und Darstellung Christus als Weltenrichter aus dem 15. Jh. Orgelprospekt 1840 von Schmid. Altarkreuz, Kupferplatten an der Mensa, Taufe und Taufleuchter 1962 von Uwe Bläse. | 35692199 | Weitere Bilder |
| Kirchstraße 6 53° 42′ 16″ N, 7° 58′ 6″ O      | St. Severin (Glockenturm) | Südlich der Kirche im 13. Jh. errichteter Glockenturm unter Satteldach. Parallelmauertyps mit drei bis auf den Boden reichenden Schallöffnungen. Drei Glocken, älteste aus dem Jahre 1522 wurde 1849 umgegossen. | 35692229 |                |
| Kirchstraße 6 53° 42′ 17″ N, 7° 58′ 4″ O      | St. Severin (Friedhof)    | Um die Kirche herum gelegener Friedhof mit älteren Grabsteinen. | 35690367 | BW             |
| Kirchstraße 6 53° 42′ 16″ N, 7° 58′ 7″ O      | Bunker                    | Kleiner Bunker aus dem 2. Weltkrieg an der Westseite des Kirchhofs. | 35691089 | BW             |
| Tengshausen 8b 53° 42′ 16″ N, 7° 55′ 56″ O    | Mühle                     | Erdholländer mit oktogonalem, eingeschossigem Unterbau aus Ziegelmauerwerk. Achtkant (Rumpf) mit Reet eingedeckt. Kappe vorhanden, ohne Flügel. Erbaut 1750; stillgelegt 1961, zu Wohnzwecken umgebaut 1974/75. | 35691763 | BW             |
| Tengshausen 12 53° 42′ 25″ N, 7° 57′ 2″ O     | Gulfhaus                  | Gulfhaus mit eingerücktem, etwas niedrigerem Wohnteil. Wohnteil im Kern aus dem 17. Jh., Mitte des 18. Jh. Außenmauern erneuert. Wirtschaftsteil konstruktiv getrennt, um 1875 umgebaut. Gartenanlage von Graft umgeben. Zugang zum Wohnteil über eine Brücke und eine Allee. | 35692439 | BW             |
| Tengshausen 12 53° 42′ 25″ N, 7° 57′ 5″ O     | Garten                    | | 35690343 | BW             |
| Tengshausen 15 53° 42′ 28″ N, 7° 57′ 18″ O    | Gulfhaus                  | Gulfhaus mit gleichhohem eingerücktem Wohnteil; Eineinhalbgeschossiger Wohnteil unter Satteldach. Wirtschafteil mit 5½ Gulfe in Oberrähmkonstruktion, 1907 errichtet, Architekt: Theodor Eilers | 35692465 | BW             |

## Oldorf
| Lage                                               | Bezeichnung               | Beschreibung | ID       | Bild           |
| -------------------------------------------------- | ------------------------- | --- | -------- | -------------- |
| K 87, km 70 53° 38′ 12″ N, 7° 55′ 28″ O            | Kilometerstein            | Massiver Block mit rechteckigem Querschnitt, parallelen vertikalen Kanten und segmentförmig gewölbtem Kopf. Historische Chaussee von Oldenburg zur Küste. | 35695712 | BW             |
| Neuwarfer Straße 12 53° 38′ 6″ N, 7° 55′ 33″ O     | Pastorat                  | Wohn-/ Wirtschaftsgebäude mit Resten eines Steinhauses aus dem 17. Jh. Eingeschossiger Ziegelbau unter Satteldach, Giebeldreieck verbrettert; nach dem Anbau einer Scheune beide Gebäudeteile unter einem First zusammengefasst. | 35692490 | BW             |
| Neuwarfer Straße 14 53° 38′ 6″ N, 7° 55′ 37″ O     | St. Marien                | Einschiffiger Backsteinbau auf Granitquadersockel unter Satteldach. Im 13. Jh. errichtet, um 1500 nach Osten verlängert mit einem Chor in gleicher Breite mit 4/8-Schluss. Westwand 1768 erneuert, Einbau der Fenster im Schiff. Innenraum flachgedeckt, Spitzbogen zwischen Schiff und Chor. Kreuzigungsaltar um 1520 mit Rahmung von 1666; Taufstein von 1498, Grabplatten von 1563 und 1640, 2 Kronleuchter 1715. | 35692513 | Weitere Bilder |
| Neuwarfer Straße 14 53° 38′ 5″ N, 7° 55′ 38″ O     | Glockenturm               | Glockenturm südöstlich der Kirche, freistehender Backsteinbau nach altem Vorbild wieder aufgebaut. Baujahr 1911/12, Entwurf: Theodor Eilers. | 35692542 | BW             |
| Neuwarfer Straße 14 53° 38′ 6″ N, 7° 55′ 38″ O     | Friedhof                  | Friedhof mit ältere Grabmälern. | 35690247 | BW             |
| Oldorfer Sietwendung 4 53° 37′ 42″ N, 7° 56′ 17″ O | Gulfhaus                  | Gulfhaus mit gleich hohem eingerücktem Wohnteil als eineinhalbgeschossiger Ziegelbau unter Satteldach. Wirtschaftsteil unter Krüppelwalmdach, Innengerüst in Oberrähmkonstruktion, 5½ Gulfe. 1909 errichtet. | 35692593 | BW             |
| Oldorfer Warf 3 53° 38′ 9″ N, 7° 55′ 18″ O         | Wohnhaus                  | Eingeschossiger Ziegelbau unter Satteldach. Fünfachsiger Giebel mit mittigem Eingang. Um 1900 errichtet. | 35692619 | BW             |
| Uthausen 2 53° 38′ 24″ N, 7° 56′ 52″ O             | Gulfhaus                  | Gulfhaus mit eingerücktem, etwas niedrigerem Wohnteil, konstruktiv von der Scheune getrennt. Innengerüst der Scheune aus der Mitte des 17. Jh., Wohnhaus aus dem 1. Drittel des 18. Jh. | 35692643 | BW             |
| Uthausen 3 53° 38′ 26″ N, 7° 56′ 53″ O             | Wohn-/ Wirtschaftsgebäude | Eingeschossiger Ziegelbau unter Sattel- bzw. Halbwalmdach mit beidseitig eingerücktem Wohnteil. | 35692674 | BW             |
| Uthausen 4 53° 38′ 31″ N, 7° 56′ 55″ O             | Gulfhaus                  | Gulfhaus mit eingerücktem, gleichhohem Wohnteil. Wohnteil erbaut wohl um 1800, eingeschossiger Ziegelbau (Kreuzverband, ca. 26x13, 5x5, 5cm), Wandgliederung durch Traufengesims. | 35692735 | BW             |
| Uthausen 5 53° 38′ 34″ N, 7° 56′ 53″ O             | Gulfhaus                  | Gulfhaus mit eingerücktem, etwas niedrigerem, nach Norden versetztem Wohnteil, eingeschossiger Ziegelbau unter Satteldach. Wohl in der 2. Hälfte des 18. Jh. errichtet. Konstruktiv vom Wirtschaftsteil getrennt. | 35692703 | BW             |

## Tettens
| Lage                                           | Bezeichnung               | Beschreibung | ID       | Bild           |
| ---------------------------------------------- | ------------------------- | --- | -------- | -------------- |
| Christianshof 1 53° 38′ 19″ N, 7° 50′ 33″ O    | Gulfhaus                  | Gulfhaus mit eingerücktem, gleichhohem Wohnteil. Wohnteil erbaut 1856, konstruktiv vom Wirtschaftsteil getrennt, dieser 1877 errichtet. Eingeschossiger Ziegelbau, in Kreuzverband 24,5x11,2 cm gemauert. | 35691869 | BW             |
| Christianshof 1 53° 38′ 19″ N, 7° 50′ 31″ O    | Backhaus                  | Eingeschossiger Ziegelbau mit Querbalkenlage, Nordgiebel mit mittigem Einfahrtstor (Holzsturz), Krüppelwalm. Im Süden ständerunterstützter laubenartiger Vorbau, darüber Steilgiebel. | 35691895 | BW             |
| Glockengasse 3 53° 38′ 19″ N, 7° 52′ 51″ O     | Gasthaus                  | Eingeschossiger Ziegelbau unter Satteldach, am Stallteil unter Krüppelwalmdach. Symmetrisch gegliederte Fassade, fünfachsig mit mittigem Eingang. Mitte des 19. Jh. errichtet. | 35693794 | BW             |
| Häuptlingsstraße 7 53° 38′ 4″ N, 7° 50′ 36″ O  | Kirche                    | Einschiffiger Backsteinbau, gleichbreiter Chorschluss, außen 1912 erneuert, Westwand u. kleiner Westturm um 1800. Ausstattung teilweise noch aus dem späten 15. Jh., sonst 18. Jh. | 35691969 |                |
| Häuptlingsstraße 7 53° 38′ 3″ N, 7° 50′ 36″ O  | Friedhof                  | Friedhof auf der Kirchwurt (Reste eines alten Deiches), Grabsteine und Grabkeller. | 35691997 | BW             |
| Häuptlingsstraße 17 53° 38′ 1″ N, 7° 50′ 27″ O | Pastorat                  | Gulfhaus mit gleichhohem eingerücktem Wohnteil, konstruktiv vom Wirtschaftsteil getrennt, mit versch. Bauperioden, Wirtschaftsteil 5½ Gulfe in Oberrähmkonstruktion, 1825 errichtet. Umgeben von einem großen Gartengrundstück. | 35692024 | BW             |
| Häuptlingsstraße 17 53° 38′ 2″ N, 7° 50′ 27″ O | Backhaus                  | Eingeschossiger Ziegelbau mit einfachem Innenständergerüst unter Krüppelwalmdach. Nordgiebel mit erneuertem Tor, Oberlicht mit Korbbogen, Südteil zu Wohnräumen ausgebaut, Giebel verputzt. Ende des 19. Jh. errichtet. | 35692050 | BW             |
| Häuptlingsstraße 17 53° 38′ 1″ N, 7° 50′ 25″ O | Garten                    | | 35691183 | BW             |
| Schmiedestraße 1 53° 38′ 19″ N, 7° 52′ 53″ O   | St. Martin                | In der 1. Hälfte des 13. Jh. errichtete Saalkirche mit halbrunder Apsis unter Satteldach. Granitquadermauerwerk, Westgiebel in Backstein erneuert, Apsis mit nachträglich gemauerten Strebepfeilern. Rundbogenfenster und -portale. Im Inneren flache Balkendecke mit einer Bemalung von Chr. Krüger 1717. Ausstattung: spätgotisches Schnitzaltar mit Kreuzigungsrelief, Bischofsfiguren und szenische Darstellungen aus deren Leben. Freistehendes, Sakramenthaus aus Sandstein, 1525 von Häuptling Ommo von Middoge gestiftet. Kanzelkorb aus dem 16. Jahrhundert. Gestühl (1672) und Empore mit Darstellung der Apostel und Tugenden (1693, zeitgleicher Beichtstuhl). | 35693852 | Weitere Bilder |
| Schmiedestraße 1 53° 38′ 18″ N, 7° 52′ 52″ O   | St. Martin (Glockenturm)  | Glockenturm des geschlossenen Typs: Ziegelbau über quadratischem Grundriss unter hohem Turmhelm. Oberer Teil mit drei unterschiedlich großen Schallöffnungen. Um 1500 errichtet, 1889 renoviert. | 35693821 | Weitere Bilder |
| Schmiedestraße 1 53° 38′ 19″ N, 7° 52′ 54″ O   | St. Martin (Friedhof)     | Auf der Kirchwurt gelegener Friedhof mit älteren Grabmälern und -kellern. | 35693883 | BW             |
| Schmiedestraße 1 53° 38′ 18″ N, 7° 52′ 53″ O   | Kriegerdenkmal            | Am südlichen Aufgang zur Kirche gelegenes Kriegerdenkmal für die Opfer des 1. und 2. Weltkrieges. Rechts der Treppe drei Steinkreuze. Namenstafeln an der Böschungsmauer. | 35693911 | BW             |
| Schulstraße 2 53° 38′ 18″ N, 7° 53′ 5″ O       | Armenhaus                 | | 35693934 | BW             |
| Ziallerns 1 53° 38′ 50″ N, 7° 52′ 22″ O        | Wohn-/ Wirtschaftsgebäude | Eingeschossiger Ziegelbau, Wohnteil unter Satteldach, ehem. Wirtschaftsteil unter Halbwalmdach. | 35694018 | BW             |
| Ziallerns 4 53° 38′ 52″ N, 7° 52′ 23″ O        | Landarbeiterhaus          | Landarbeiterhaus aus dem Ende des 19. Jh. Eingeschossiger Ziegelbau mit beidseitig eingerücktem Wohnteil. Wohnteil unter Sattel-, Wirtschaftsteil unter Vollwalmdach. Außenwände im Kreuzverband gemauert. | 35694096 | BW             |
| Ziallerns 6 53° 38′ 53″ N, 7° 52′ 24″ O        | Heuerhaus                 | Wohn/Stallhauses aus dem 19. Jh. mit beidseitiger Kübbung im Stallteil und eingezogenem Wohnteil unter Satteldach. | 35694149 | BW             |
| Ziallerns 7 53° 38′ 51″ N, 7° 52′ 27″ O        | Heuerhaus Rieken          | Backsteingebäude unter Satteldach mit Zweiständer-Innengerüst in Oberrähmzimmerung. Seltene, in Längsachse symmetrische Grundrissaufteilung (ehem. sehr kleines Doppelheuerhaus). Um 1800 errichtet. | 35694178 | BW             |
| Ziallerns 7 53° 38′ 52″ N, 7° 52′ 27″ O        | Brunnen                   | Wasserstelle inmitten der Dorfwurt gelegen. | 35694405 | BW             |
| Ziallerns 8 53° 38′ 54″ N, 7° 52′ 28″ O        | Gulfhaus                  | Gulfhaus mit eingerücktem, gleichhohem Wohnteil. Wohnteil erbaut. „1777“ (Maueranker im Giebel) konstruktiv mit dem Wirtschaftsteil verbunden. | 35694209 | BW             |
| Ziallerns 9a 53° 38′ 53″ N, 7° 52′ 30″ O       | Hof Olshausen             | Gulfhaus mit eingerücktem, gleichhohem Wohnteil von 1723, konstruktiv mit dem Wirtschaftsteil verbunden. | 35694239 | BW             |
| Ziallerns 10 53° 38′ 52″ N, 7° 52′ 32″ O       | Gulfhaus                  | Gulfhaus mit eingerücktem, gleichhohem Wohnteil. Mitte des 19. Jh. errichtet. | 35694271 | BW             |
| Ziallerns 12 53° 38′ 49″ N, 7° 52′ 30″ O       | Gulfhaus                  | Gulfhaus mit eingerücktem, etwa gleichhohem Wohnteil. Wohnteil erbaut wohl M. 18. Jh. konstruktiv mit dem Wirtschaftsteil verbunden (1 Gulf wegen der Erneuerung des Wirtschaftsteils) | 35694324 | BW             |
| Ziallerns 14 53° 38′ 48″ N, 7° 52′ 28″ O       | Landarbeiterhaus          | Wohn-/Stallhaus mit beidseitig eingerücktem Wohnteil; dieser mit über Kreuz geteiltem Grundriss, wobei der südöstliche Quadrant den Flur, der nordöstliche die Küche enthält. Ende 19. Jh. errichtet. | 35694352 | BW             |
| Ziallerns 15 53° 38′ 49″ N, 7° 52′ 26″ O       | Landarbeiterhaus          | Landarbeiterhaus aus dem Ende des 19. Jh. Eingeschossiger Ziegelbau mit beidseitig eingerücktem Wohnteil. Wohnteil unter Sattel-, Wirtschaftsteil unter Vollwalmdach. Außenwände im Kreuzverband gemauert. | 35694380 | BW             |

## Waddewarden
| Lage                                                | Bezeichnung                           | Beschreibung | ID       | Bild           |
| --------------------------------------------------- | ------------------------------------- | --- | -------- | -------------- |
| Depenhausen 1 53° 36′ 38″ N, 8° 0′ 1″ O             | Gulfhaus                              | Gulfhaus mit etwas niedrigerem Wohnteil. Anfang 18. Jahrhunderterrichte im Kern älter. Konstruktiv vom Wirtschaftsteil getrennt. | 35692942 | BW             |
| Depenhausen 1 53° 36′ 39″ N, 8° 0′ 0″ O             | Backhaus                              | Gulfhaus mit etwas niedrigerem Wohnteil. Anfang 18. Jahrhunderterrichte im Kern älter. Konstruktiv vom Wirtschaftsteil getrennt. | 35692973 | BW             |
| Depenhausen 1 53° 36′ 39″ N, 7° 59′ 58″ O           | Graft                                 | | 35691157 | BW             |
| Garmsenhausen 53° 36′ 3″ N, 7° 58′ 28″ O            | Gulfhaus                              | Gulfhaus mit eingerücktem, gleichhohem Wohnteil, Wohnteil, um 1850 errichtet. Eingeschossiger Ziegelbau (Kreuzverband, ca. 23–24x11,5x4,5–5cm) mit Querbalkenlage unter Krüppelwalmdach. Von einer Graft umgeben. | 35694459 | BW             |
| Groß Depenhausen 53° 36′ 5″ N, 7° 59′ 5″ O          | Gulfhaus                              | Gulfhaus des Ostfriesischen Typs, Kern-Gerüst aus der Mitte 17. Jahrhundert. Scheunenverlängerung und Wohnteil von 1881. | 35695864 | BW             |
| Hooksieler Straße 1 53° 36′ 34″ N, 7° 57′ 20″ O     | Waddewarder Hof                       | Um 1870 errichteter Ziegelbau, bestehend aus zwei Gebäudeteilen. Eineinhalbgeschossiger, giebelständiger Bau mit abgeschrägter Ecke unter Satteldach, an der nordöstlichen Traufseite eingeschossiger, traufständiger Saalbau. | 35696155 |                |
| Hooksieler Straße 2 53° 36′ 33″ N, 7° 57′ 21″ O     | „To’n Schlagboom“ (ehem. Zollstation) | Zweigeschossiger Ziegelbau unter Satteldach, 1770–72 errichtet. Als Portalrahmung an der Giebelseite wurde der Kaminaufsatz aus Sandstein eingebaut, Bekrönung mit Inschriftenkartusche mit Löwen, seitlich zwei Figuren. Giebelecksteine 1772 mit Putten und Rocaille-Ornamenten. | 35694508 |                |
| Hooksieler Straße 2a 53° 36′ 33″ N, 7° 57′ 24″ O    | St. Johannes                          | Die St.-Johannes-Kirche Waddewarden ist eine Mitte des 13. Jahrhunderts errichtete Saalkirche unter Satteldach mit halbrunder Apsis, aus Granitquadern gemauert. Wände des Kirchenschiffes im unteren Bereich ebenfalls mit Granitquadern, ab ca. 2 m Höhe in Ziegelbauweise gemauert. An den Traufseiten je ein Rundbogenportal und vier Fenster. Westseite mit vorgeblendeter Ziegelfassade aus dem 19. Jh., Westportal durch Rahmung mit Dreiecksgiebel betont. Im Inneren flache Balkendecke. In die Laibung des Triumphbogens gemauertes Sakramentshaus mit Gittertür aus dem 15. Jh. In der Apsis und an der Südwand spätgotische Wandmalereien aus dem 15. Jh. Um die Fenster gemalte Rahmungen aus dem 17. Jh. Zu der Ausstattung gehören ein Taufstein aus dem 13. Jh. Der Schnitzaltar weist einen Figurenschmuck auf, u.a. eine Abendmahlszene in einem durchfensterten Schrein; 1661 datiert, J. Cröpelin aus Esens zugeschrieben. Ebenfalls aus der Werkstatt von J. Cröpelin Kanzel von 1649. Orgelprospekt von 1697 (J. Kayser, Jever). | 35694540 | Weitere Bilder |
| Hooksieler Straße 2a 53° 36′ 34″ N, 7° 57′ 23″ O    | St. Johannes (Glockenturm)            | Nördlich der Kirche Ende des 15. Jahrhunderts errichteter Glockenturm des Parallelmauertyps mit drei Schallöffnungen. Ziegelbau unter Satteldach. | 35694572 | BW             |
| Hooksieler Straße 2a 53° 36′ 34″ N, 7° 57′ 22″ O    | St. Johannes (Gedenkstätte)           | Nördlich des Aufgangs zum Kirchhof durch eine Mauer eingefriedete Grünfläche mit einem Denkmal für die Gefallenen des 1. Weltkrieges und einer Glocke. An der Nordseite Einfriedung mit einer Mauer, auf der die Namen der Gefallenen des 2. Weltkrieges verewigt sind. Ein weiteres Kriegerdenkmal steht im Westen der Kirche zur Erinnerung an die Gefallenen des Deutsch-Französischen Krieges 1870/71. | 35694626 | BW             |
| Hooksieler Straße 2a 53° 36′ 32″ N, 7° 57′ 24″ O    | St. Johannes (Friedhof)               | Friedhof um die Kirche herum; mehrere ältere Grabsteine und -keller. Im Westen Denkmal für die Gefallenen des Deutsch-Französischen Krieges. | 35690961 | BW             |
| Klein Depenhausen 53° 36′ 14″ N, 7° 59′ 27″ O       | Gulfhaus                              | Gulfhaus mit eingerücktem, etwas niedrigerem Wohnteil. Wohnteil erbaut im Kern aus dem 17. Jahrhundert, konstruktiv vom Wirtschaftsteil getrennt. | 35694675 | BW             |
| L 812, km 70 53° 36′ 57″ N, 7° 58′ 31″ O            | Kilometerstein                        | Massiver Block mit rechteckigem Querschnitt, parallelen vertikalen Kanten und segmentbogenförmig gewölbtem Kopf. Historische oldenburgische Chaussee Oldenburg-Jever-Küste. | 35695668 | BW             |
| Nenndorf 3 53° 37′ 0″ N, 7° 56′ 11″ O               | Gulfhaus                              | | 35694701 | BW             |
| Sillensteder Straße 4–6 53° 36′ 32″ N, 7° 57′ 18″ O | Schule                                | Schule auf Eckgrundstück in Ortsmitte, bestehend aus dem Lehrerwohnhaus mit dem Stallteil und ein Gebäude mit den Klassenräumen. Eineinhalbgeschossige Ziegelbauten mit Gliederung durch Gurtgesimse unter Satteldach, die im rechten Winkel zueinander stehen. 1890 erbaut, Architekt: Theodor Eilers. | 35694727 | BW             |
| Suddens 1 53° 35′ 33″ N, 7° 56′ 24″ O               | Wohn-/ Wirtschaftsgebäude             | Eingeschossiger Ziegelbau mit eingerücktem Wohnteil. | 35694753 | BW             |
| Tain 1 53° 36′ 38″ N, 7° 59′ 3″ O                   | Gulfhaus                              | Gulfhaus mit eingerücktem, gleichhohem Wohnteil von 1882 (Tafel im Giebel). Eingeschossiger Ziegelbau mit Drempel (Kreuzverband). Wandgliederung durch Giebel- und Traufengesims. | 35694775 | BW             |
| Tatergang 4 53° 36′ 30″ N, 7° 57′ 22″ O             | Wohn-/ Wirtschaftsgebäude             | Eingeschossiger Ziegelbau unter giebelständigem Satteldach. Fünfachsiger Giebel mit mittigem Eingang, bauzeitliche Haustür mit Rocaille-Ornamenten. Durch Maueranker und Traufsteine im Südgiebel 1774 datiert. Ehem. Stallteil im Norden. | 35694801 | BW             |
| Tatergang 11 53° 36′ 27″ N, 7° 57′ 22″ O            | Wohn-/ Wirtschaftsgebäude             | Eingeschossiger Ziegelbau unter Krüppelwalmdach. An der nördlichen Traufseite zweigeschossiger, dreiachsiger Mittelrisalit mit Dreiecksgiebel bekrönt. Mittiger Eingang, zweiflügelige Eingangstür mit Kassettenfüllungen, Oberlicht der Tür sowie der beiden flankierenden Fenster mit radial angeordneten Ziersprossen. Mitte 19. Jahrhundert errichtet. | 35695762 | BW             |
| Warfer Straße 1 53° 36′ 34″ N, 7° 57′ 19″ O         | Wohnhaus                              | Eingeschossiger Ziegelbau unter Krüppelwalmdach, erbaut 1860/70. Raumgefüge und wandfeste Innenausstattung original erhalten. | 35696128 | BW             |

## Westrum
| Lage                                       | Bezeichnung                    | Beschreibung | ID       | Bild |
| ------------------------------------------ | ------------------------------ | --- | -------- | ---- |
| Bohneterei 3 53° 35′ 46″ N, 7° 54′ 57″ O   | Gulfhaus                       | | 35694826 | BW   |
| Rickelhausen 53° 36′ 33″ N, 7° 55′ 17″ O   | Domäne Rickelhausen (Gulfhaus) | 1871 errichtetes Gulfhaus mit einem zweigeschossigen Wohnteil unter Krüppelwalmdach. Rickelhausen gehört zu den 13 Vorwerken, die die Herrschaft Jever im 17. Jahrhundert besaß. Für die inzwischen zu einer Domäne des Großherzogtums Oldenburg gehörende Hofanlage wurde 1871 ein stattliches Gulfhaus mit einem für die Region ungewöhnlichen zweigeschossigen Wohnteil errichtet.          | 35695812 | BW   |
| Rickelhausen 1 53° 36′ 25″ N, 7° 55′ 42″ O | Gulfhaus                       | Gulfhaus mit eingerücktem gleichhohem Wohnteil, Ziegelbau eingesch. mit Drempel, Wandgliederung durch Gurt- u. Traufgesims, Wirtschaftsteil 3 Gulfe, Oberrähmkonstruktion, um 1930 errichtet. | 35694853 | BW   |
| Westrum 7a 53° 36′ 11″ N, 7° 55′ 2″ O      | Kirche                         | Die St.-Elisabeth-Kirche Westrum ist eine romanische Saalkirche mit halbrunder Ostapsis aus der Mitte des 13. Jahrhunderts, 1911/1912 renoviert u.verändert, Architekt Theodor Eilers. Ziegelbau mit Fundament aus Granitquadern. Portal an der Nordseite vermauert, Glockenturm des Parallelmauertyps an der Westseite angebaut. Altar von Wilhelm Larsen,1910. Orgel 1938 von Alfred Führer. | 35694878 |      |
| Westrum 7a 53° 36′ 11″ N, 7° 55′ 3″ O      | Friedhof                       | Friedhof auf Kirchwurt | 35690486 | BW   |

## Wiarden
| Lage                                      | Bezeichnung                            | Beschreibung | ID       | Bild           |
| ----------------------------------------- | -------------------------------------- | --- | -------- | -------------- |
| Groß Rhaude 1 53° 40′ 7″ N, 7° 56′ 39″ O  | Wohnhaus                               | Eingeschossiger Ziegelbau mit zweigeschossigen Seitenrisaliten, dazwischen Veranda mit Freitreppe; südliche und östliche Schaufassaden mit Putzgliederung, Krüppelwalmdächer in Schieferdeckung. 1902 errichtet. | 35691606 | BW             |
| Groß Rhaude 1 53° 40′ 7″ N, 7° 56′ 40″ O  | Scheune                                | Gulfscheune mit 8½ Gulfen; Oberrähmkonstruktion, aufgezapfte Bundbalken, Rähme eingelassen, Sparrendach mit angeblatteten Kehlbalken, Halbwalmdach in Ziegeldeckung. 1902 errichtet. | 35691633 | BW             |
| Groß Rhaude 1 53° 40′ 7″ N, 7° 56′ 41″ O  | Stall                                  | Eingeschossiger Ziegelbau unter Krüppelwalmdach, direkt an der Ostseite des Gulfhauses gelegen. | 35690320 | BW             |
| Groß Rhaude 1 53° 40′ 5″ N, 7° 56′ 39″ O  | Park                                   | Südlich des Wohnhauses gelegener Park, der von einer Graft umgeben ist, mit Wegeführung, Teich und Brücke. | 35690414 | BW             |
| Groß Rhaude 1 53° 40′ 4″ N, 7° 56′ 41″ O  | Graft                                  | Graft umfasst an drei Seiten den Park. | 35691134 | BW             |
| Immerwarfen 1 53° 40′ 29″ N, 7° 57′ 58″ O | Hof Immerwarfen (Wohnhaus)             | Auf dem Keller des Vorgängerbaus 1907 errichteter Ziegelbau unter Krüppelwalmdach. Eingang am westlichen Giebel, daneben flacher Erker. An der Südseite eineinhalbgeschossiger Mittelrisalit unter Krüppelwalmdach mit geschwungener Traufe. Im Inneren die baugebundene Ausstattung der Erbauungszeit erhalten. | 44947754 | BW             |
| Immerwarfen 1 53° 40′ 30″ N, 7° 57′ 57″ O | Hof Immerwarfen (Scheune)              | Durch eingeschossigen Zwischenbau mit Wohnhaus von 1907 verbundene Gulfscheune von 1930 (Architekt: Theodor Eilers) unter giebelständigem Krüppelwalmdach. Backsteinbau mit expressionistischen Ziegelgliederungen. | 45055895 | BW             |
| L 809, km 75 53° 40′ 4″ N, 7° 56′ 39″ O   | Kilometerstein                         | Massiver Block mit rechteckigem Querschnitt, parallelen vertikalen Kanten und segmentbogenförmig gewölbtem Kopf. Historische oldenburgische Chaussee Oldenburg-Jever-Küste. | 35695690 | BW             |
| Maisidden 2 53° 39′ 44″ N, 7° 58′ 25″ O   | Gulfhaus                               | Gulfhaus mit eingerücktem gleichhohem Wohnteil. Wohnteil mit integriertem Steinhaus aus dem 16. Jahrhundert. Eineinhalbgeschossiger Ziegelbau mit Kreuzverband (ca. 27–28x14–13x6 cm) unter Satteldach (Wohnteil). Von dem adeligen Gut, als das Maisidden im 16. Jh. eingerichtet wurde, zeugen noch die Reste eines Steinhauses in dem im 18. Jh. errichteten Gulfhaus. Umbau im 18. Jh. | 35693598 | BW             |
| Maisidden 2 53° 39′ 44″ N, 7° 58′ 24″ O   | Scheune                                | Gulfscheune erbaut 1952 (Außenmauerwerk), Innengerüst mit 5 Gulfen in Oberrähmkonstruktion mit eingehälsten Ankerbalken, 1662 (d). Scheune um 2 Gulfe nach vorn verlängert. | 35693627 | BW             |
| Maisidden 2 53° 39′ 42″ N, 7° 58′ 23″ O   | Graft                                  | | 35690936 | BW             |
| Ring 1 53° 40′ 6″ N, 7° 57′ 7″ O          | St. Cosmas und Damian                  | Einschiffiger romanischer Granitquaderbau unter Satteldach mit Dachreiter, 1164 errichtet. An den Längswänden je drei Rundbogenfenster und ein Portal, weiteres Portal an der Westseite (vermauert). Giebeldreieck an der Westseite aus Backstein gemauert. Über dem Südportal Sandsteinrelief mit Kreuzigungsszene (Mitte 15. Jh.). Ursprünglich mit Ostapsis, diese in der 1. Hälfte des 15. Jh. durch einen Chor aus Backstein mit polygonalem Abschluss ersetzt. Im Inneren flachgedeckt, romanischer zwischen Rundbogen zwischen Schiff und Chor. Im Chor Wandmalereien (Heiligenfiguren), an der Nordwand des Kirchenschiffs eine Darstellung von St. Christopherus. Ausstattung: Dreistufiger Altar aus der Mitte des 17. Jh., 1794 ergänzt. Kanzel von 1643 – Kanzelkorb von Moses getragen, Darstellung der vier Evangelisten. Nordempore 1645, Gestühl 1745. Klassizistische Orgel, Prospekt 1807/08 von Johann Gerhard Schmidt aus Leer. | 35694965 | Weitere Bilder |
| Ring 1 53° 40′ 7″ N, 7° 57′ 8″ O          | St. Cosmas und Damian (Glockenturm)    | Glockenturm nordöstlich der Apsis, Parallelmauertyp mit zwei Schallöffnungen, Satteldach. Anfang des 15. Jh., oberer Teil erneuert. | 35694999 |                |
| Ring 1 53° 40′ 7″ N, 7° 57′ 4″ O          | St. Cosmas und Damian (Friedhofsmauer) | Ziegelmauer, an der Ostseite Eisenzaun mit Toren (Fußgänger und doppelflügeliges Tor für Wagen). An den Öffnungen an der Nordwestseite Sandsteinreliefs (Totenkopf und Schmetterling) | 35691206 | BW             |
| Ring 1 53° 40′ 6″ N, 7° 57′ 5″ O          | St. Cosmas und Damian (Friedhof)       | Die Kirche umgebender Friedhof mit Grabkellern und -Stele aus dem 18. und 19. Jahrhundert. | 35690707 | BW             |

## Wiefels
| Lage                                      | Bezeichnung                  | Beschreibung | ID       | Bild           |
| ----------------------------------------- | ---------------------------- | --- | -------- | -------------- |
| Dorfstraße 7 53° 35′ 52″ N, 7° 52′ 13″ O  | Kirche                       | Die Evangelisch-lutherische Kirche Wiefels ist eine spätromanische Saalkirche mit halbrunder Apsis unter Satteldach. In der 2. Hälfte des 13. Jahrhunderts aus Granitquadern errichtet. Diese nur im unteren Bereich erhalten, darüber Backsteinmauerwerk. Innenraum ca. 22m lang, 7m breit. Ausstattung, Altarretabel von 1621, Taufbecken 1634, Kanzel 1627 – Stiftung des Oldenburger Grafen Anton Günther. | 35695107 | Weitere Bilder |
| Dorfstraße 7 53° 35′ 52″ N, 7° 52′ 12″ O  | Glockenturm                  | Glockenturm in Ziegelbauweise nordwestlich der Kirche aus dem 13. Jahrhundert. Parallelmauertyp mit zwei Schallöffnungen; Renovierung um 1842. | 35695137 |                |
| Dorfstraße 7 53° 35′ 51″ N, 7° 52′ 12″ O  | Friedhof                     | Glockenturm in Ziegelbauweise nordwestlich der Kirche aus dem 13. Jahrhundert. Parallelmauertyp mit zwei Schallöffnungen; Renovierung um 1842. | 35695166 | BW             |
| Groß Scheep 2 53° 35′ 44″ N, 7° 51′ 32″ O | Gut Groß Scheep (Herrenhaus) | Das Herrenhaus (Steinhaus) wurde 1582 auf einem inselartigen Gartengrundstück, das von Graften umgeben ist, errichtet. Es handelt sich um einen langgestreckten eingeschossiger Ziegelbau mit kleinem Querflügel unter Satteldächern, Architekturgliederung durch Sandsteingesimse. | 35695837 | BW             |
| Groß Scheep 2 53° 35′ 43″ N, 7° 51′ 31″ O | Gut Groß Scheep (Graft)      | | 35690513 | BW             |
| Ölmütz 1 53° 36′ 7″ N, 7° 53′ 10″ O       | Wohn-/ Wirtschaftsgebäude    | Wohn-/Wirtschaftsgebäude – allein auf einer Warft liegend mit hohem Baumbestand. Eingeschossiger Ziegelbau aus der 1. Hälfte des 19. Jahrhunderts, unter Satteldach. | 35695223 | BW             |

## Wüppels
| Lage                                   | Bezeichnung               | Beschreibung | ID       | Bild           |
| -------------------------------------- | ------------------------- | --- | -------- | -------------- |
| Wüppels 4 53° 38′ 16″ N, 7° 58′ 46″ O  | Landarbeiterhaus          | Wohnwirtschaftsgebäude, wohl mit zweiständrigem Innengerüst. Außenwände: Ziegelmauerwerk in Kreuzverband. | 35695365 | BW             |
| Wüppels 7 53° 38′ 16″ N, 7° 58′ 42″ O  | Wohnhaus                  | Eingeschossiger Ziegelbau im Kreuzverband; beide Giebel mit Krüppelwalm, Westgiebel nachträglich verputzt. | 35695420 | BW             |
| Wüppels 8 53° 38′ 15″ N, 7° 58′ 42″ O  | Wüppelser Hof             | Langgestreckter eingeschossiger Ziegelbau mit Querbalkenlage, Mauerwerk im Kreuzverband. Wandgliederung. | 35695448 | BW             |
| Wüppels 9 53° 38′ 14″ N, 7° 58′ 40″ O  | Kirche                    | Spätromanischer Backsteinbau aus dem 13. Jahrhundert mit Ostapsis. Flachgedecktes Kirchenschiff, Apsis gewölbt. Innenausstattung: Flügelaltar von 1532 von Ricklef von Fischhausen gestiftet, Grabplatte mit Figur der Rike Teite von Fischhausen. Taufständer 1634, Kanzel 1651: Westemposere mit gemalten Apostel- und Evangelistenfiguren aus der Mitte des 17. Jahrhunderts. 1692 Einbau einer Gruft für die Familie von Weltzien auf Fischhausen. | 35695476 | Weitere Bilder |
| Wüppels 9 53° 38′ 14″ N, 7° 58′ 40″ O  | Glockenturm               | Nordöstlich der Kirche stehender Ziegelbau unter Satteldach. Glockenturm des Parallelmauertyps mit drei Schallöffnungen die bis zum Erdboden reichen. errichtet. Der Glockenturm wurde im 13. Jahrhundert, wie in der Region üblich, freistehend auf der Kirchwurt errichtet. | 35695506 |                |
| Wüppels 10 53° 38′ 14″ N, 7° 58′ 43″ O | Schule                    | Langgestreckter eingeschossiger Ziegelbau mit Querbalkenlage; Mauerwerk im Kreuzverband (ca. 25–26x12–12,5x5,2 cm) Westgiebel mit Voll-Ostgiebel mit Krüppelwalm. Wandgliederung. | 35695534 | BW             |
| Wüppels 11 53° 38′ 15″ N, 7° 58′ 44″ O | Pastorat                  | Eingeschossiger Ziegelbau (Kreuzverband) unter Satteldach, 1679/80 errichtet. Wohngiebeldreieck mit senkrechter Holzverbretterung. | 35695587 | BW             |
| Wüppels 12 53° 38′ 15″ N, 7° 58′ 44″ O | Wohn-/ Wirtschaftsgebäude | Wohn-/Wirtschaftsgebäude, im Kern aus dem späten 17. Jahrhundert. | 35695614 | BW             |